# Vereniging Textieletikettering voor Was- en Strijkbehandeling
De Vereniging Textieletikettering voor Was- en Strijkbehandeling is een Nederlandse vereniging die in oktober 1957 werd opgericht. Het doel van de vereniging was het geven van voorlichting over wasbehandeling. Dit resulteerde onder andere in het wasvoorschrift.
De vereniging ontwikkelde behandelingssymbolen, die later pictogrammen werden genoemd en stelde deze tevens ter beschikking aan zusterverenigingen in het buitenland. Zo vormde dit Nederlandse initiatief de bron voor het internationaal bekende voorschrift.
De vereniging pakte de publiciteit rond het wassen breed aan. Er verscheen bijvoorbeeld een gratis verkrijgbaar boekje, Het was-verkeer veilig geregeld, dat in 1971 al een zevende druk beleefde. De kleur groen in deze titel sloot aan bij de kleuren van het verkeerslicht, rood, groen en geel, die ook in wasvoorschriften werden gebruikt. Een groen strijkijzer betekende bijvoorbeeld dat het wasgoed veilig te strijken was, een rood strijkijzer dat het niet gestreken mocht worden. De titel van het boekje sloot ook aan bij veilig verkeer, dat in die periode door het toenemend autoverkeer in Nederland ook sterk in de belangstelling kwam te staan.